# Монастир-Дережицький
Монастир-Дережицький — село Дрогобицького району Львівської області. Тут є дерев'яна церква Благовіщення Пр. Богородиці 1899 [Архівовано 18 червня 2020 у Wayback Machine.].